# Abula
Abula je malá přímořská vesnice, či spíše osada, v západní části ostrova Saaremaa v zátoce Tagalaht Baltského moře v kraji Saaremaa v Estonsku.

## Další informace
Před správní reformou Estonska v roce 2017 patřila vesnice do obce Kihelkonna. V roce 2021 zde byli trvale přihlášeni 4 obyvatelé. Nachází se zde nízké vápencové útesové pobřeží Abula klif (Abula pank) s maximální výškou 2 m a s četnými nálezy mořských fosilií a klidná pláž Abula (Abula rand). Je zde také tábořiště Abula (Abula telkimisala), Turistická trasa Abula (Abula matkarada) a Naučná stezka Abula-Kalasna (Abula-Kalasma õpperada), které vedou až do blízké Přírodní rezervace Koorunõmme (Koorunõmme looduskaitseala). V Abule se občasně jezdí závodní trasa Saaremaa rallye. V Abule se narodil významný estonský právník Abner Uustal (1915–1985), který byl uznávaným odborníkem na námořní právo a působil na Tartuské univerzitě.

## Galerie

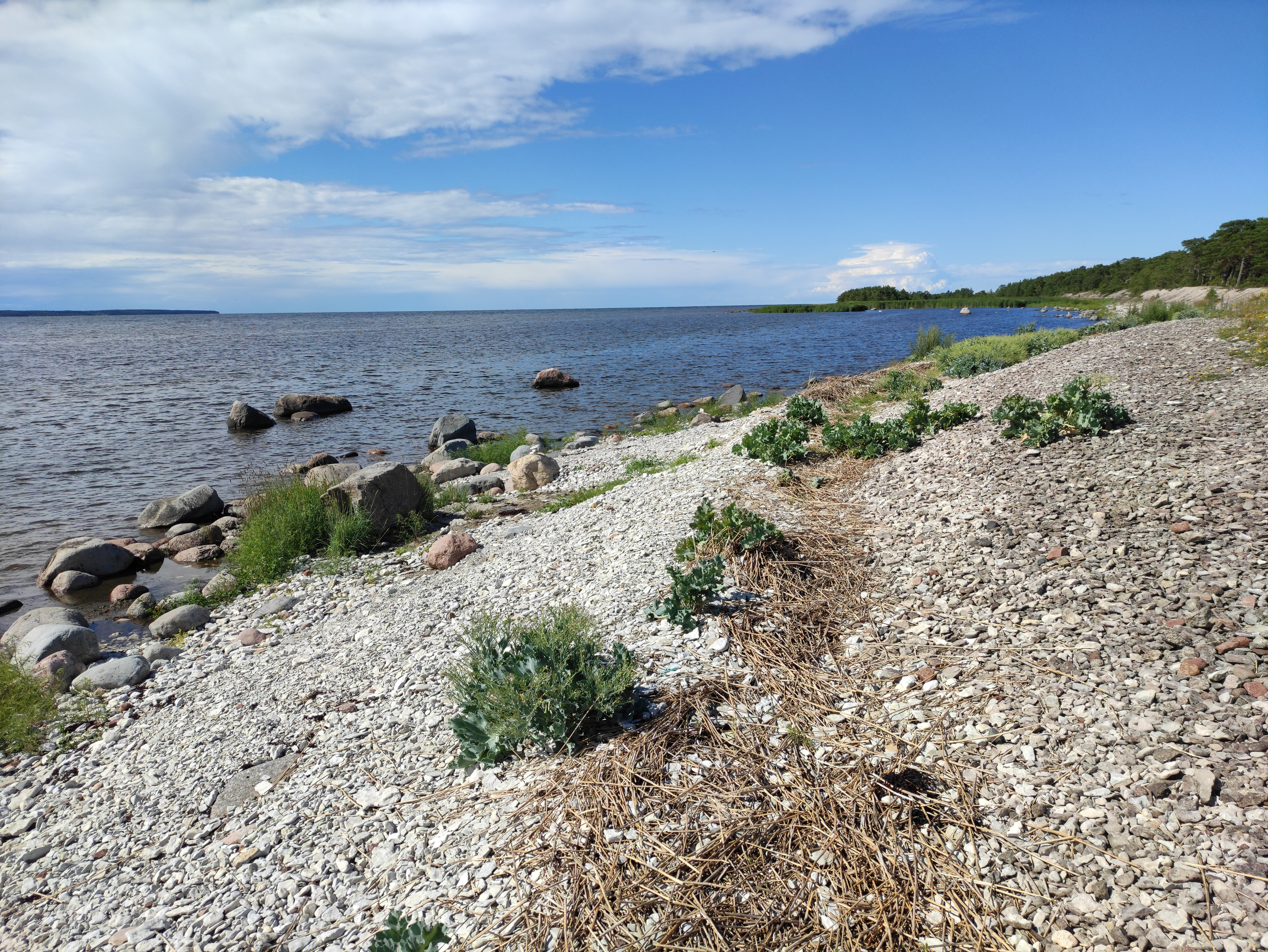